# Herzogenaurach
Herzogenaurach è una città tedesca situata nel land della Baviera.

## Economia
In questo comune hanno sede le due multinazionali di abbigliamento Adidas e Puma e il colosso mondiale dei cuscinetti volventi Schaeffler Technologies AG.

## Società

### Tabella
Dati al 31 dicembre di ogni anno
| Anno | Abitanti |
| ---- | -------- |
| 1939 | 4.940    |
| 1964 | 11.117   |
| 1972 | 13.939   |
| 1978 | 16.349   |
| 1996 | 22.745   |
| 1999 | 23.125   |
| 2005 | 22.875   |
| 2010 | 22.943   |

### Grafico
Dati al 31 dicembre di ogni anno

## Amministrazione

### Gemellaggi
- Wolfsberg (Austria), dal 1968
- Kaya, dal 1972
- Nova Gradiška, dal 1980
- Sainte-Luce-sur-Loire, dal 1988